# ابتسامة

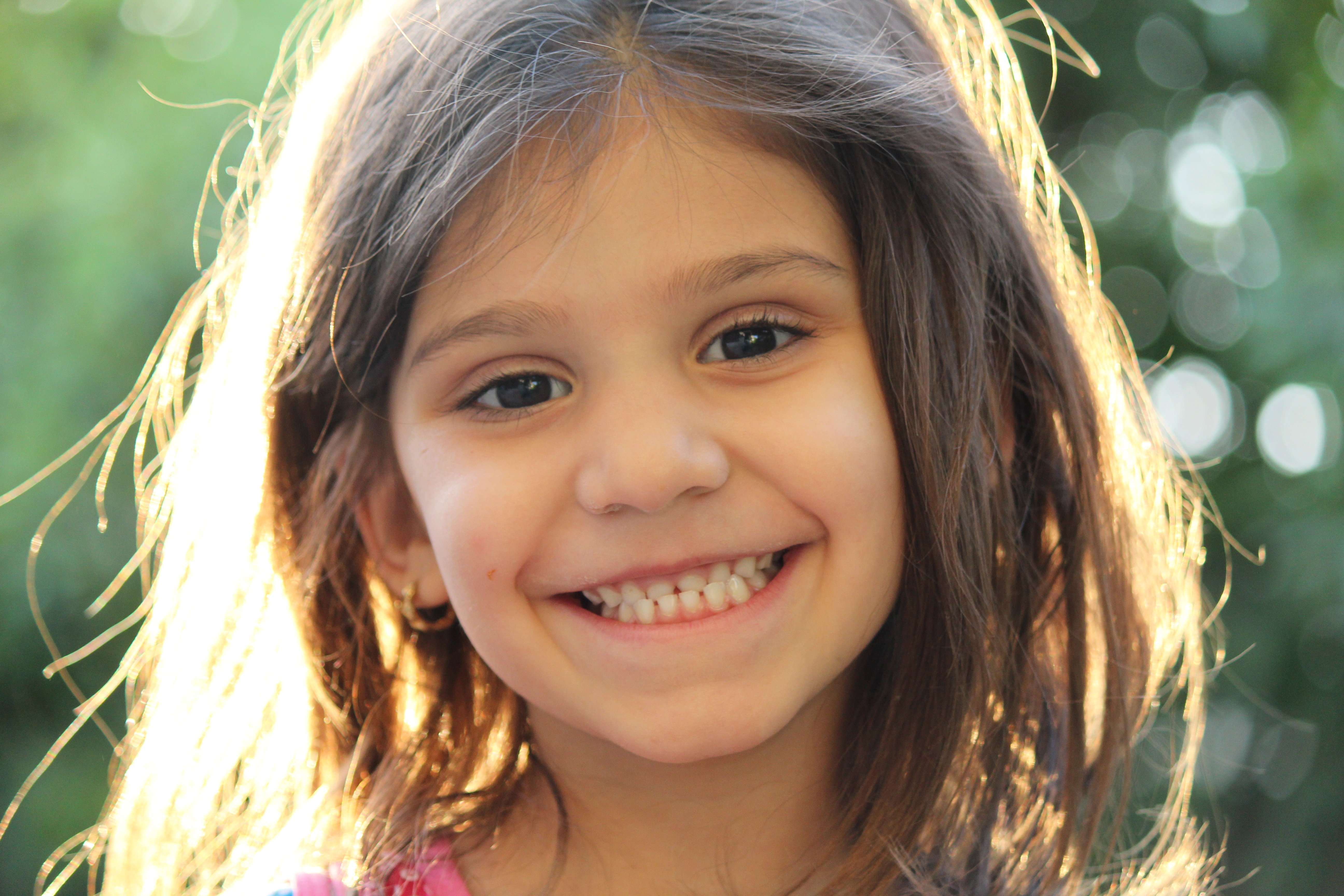
ابتسامة فتاة عربية

الابتسامة عند الفيسيولوجيين هي تعبير وجهي يتشكل من خلال ثني العضلات الأكثر وضوحًا التي تكون قريبة من طرفي الفم. بين البشر، تستعمل الابتسامة عادةً للتعبير عن المتعة، أو السعادة، أو التعجب، ولكن يمكن أن تكون تعبير لا إرادي عن القلق وفي هذه الحالة تُسمى تكشيرة. هناك الكثير من الأدلة التي تؤكد أن الابتسام هو ردة فعل طبيعية لمحفز معين الذي ينتج بغض النظر عن الثقافة أو المجتمع. السعادة هي عادة المحفز الذي يُنتج الابتسامة في غالب الأحيان. لدى الحيوانات، الكشف عن الاسنان الذي يمكن أن يعبر عن ابتسامة، يستعمل غالبًا كتهديد أو كعلامة تحذير - المعروفة بالزمجرة - أو كعلامة خضوع. لدى الشمبانزي، تعبر الابتسامة عن الخوف. علم دراسة الابتسامة يشمل عدة علوم منها: الفيزيولوجيا وعلم اللغة.

## خلفية تاريخية
العديد من البيولوجيين يعتقدون أن الابتسامة بدأت كعلامة خوف. بعض الأبحاث استطاعات أن تقتفي تاريخ الابتسامة إلى ثلاثين مليون سنة من ثورة تطور الكائنات إلى «ابتسامة خوف» انبثقت من القرود الذين يستخدمون غالبًا الأسنان المرصوصة لكي يظهروا بأنهم غير قادرين على الأذى.

## الابتسامة في الدين والعلم
من المسلَّم به بأن الابتسامة تسارع في التماثل إلى الشفاء من الأمراض وهي خير علاج لقلب الإنسان. لأن الابتسامة هي غذاء للنفس والروح، لأنها تساعد على الهضم وتحفظ الشباب وتزيد العمر، وتنعش الابتسامة عملنا وتدفعه إلى الأمام وتجعله محببًا إلينا.
وتزيد الابتسامة من نشاط الذهن ومردوده، وتقوي القدرة على تثبيت الذكريات وتوسيع ساحة الانتباه والتعمق الفكري، وبالتالي يصبح المرء أقدر على التخيل والإبداع ودقة التفكير، وتبعث الابتسامة فينا السعادة الداخلية وبالتالي تزداد إشراقة الوجه من جديد بالحيوية والنشاط.
إن الضحك هو سلوى للقلوب المفجوعة، ودواء للجروح العميقة، ومن ذلك ما وجده العالم الفرنسي «بيير فاشيه» بعد سنين من أبحاثه في موضوع فوائد الضحك، فقال إنه يوسع الشرايين والأوردة، وينشط الدورة الدموية، ويعمّق التنفس، ويحمل الأكسجين إلى أبعد أطراف الجسم.
ويؤدي بنفس الوقت إلى زيادة إفرازات الغدد الصم مثل غدة البنكرياس والغدد الكظرية والدرقية والنخامية والتوتة، وفي مقدمة تلك الغدد القلب لأن القلب غدة صماء أيضًا ويفرز هرمون الببتيد الأذيني المدر للصوديوم.
وقد اكتشف عالم آخر أن الضحك يزيد بصورة خاصة من إفراز مادة البيتاإندورفين، وهي الهرمون الذي يصل إلى خلايا الدماغ، ويعطي أثرًا مخدرًا شبيهًا بأثر المورفين، ومن نتائج ذلك خلود الإنسان إلى النوم الرغيد. وهذه نقطة مهمة لأصحاب الكآبة الذين يعانون بصورة خاصة من الأرق والقلق والنوم الممتلئ بالكوابيس.
فالضَحِكُ والابتسامة هبة من الله عز وجل للطبيعة البشرية، لإنعاش الأعضاء واسترخائها، وكذلك فيها حركة آلية ذاتية لتدليك الكثير من الأعضاء، وبالأخص بواسطة الحجاب الحاجز الذي يؤثر على الرئتين، فيساعد على دخول وخروج الهواء بسرعة.

## مناعة نفسية
يحتاج الإنسان عادة إلى الراحة الجسدية والنفسية، وبخاصة في حياتنا المعاصرة، حيث تشابكت سبل الحياة وتعقدت، وأمست المزعجات والمُنغِصات تطاردنا في كل مكان، وعلينا أن نرضخ للأمر الواقع، ونرتفع فوق هذه المنغصات ونرسلها ابتسامة هادئة ساخرة من كل هذه الأحداث، حتى تحفظ توازننا العقلي، والسكينة لأنفسنا، أو نرسلها ضحكة مجلجلة.
فالضحك هو درب من دروب المناعة النفسية التي تحول بيننا وبين التأثر بما نتعرض إليه من ضغوط في هذه الحياة وما أكثرها.
وعلى هذا، فقد يكون الضحك استجابة للألم لا للسرور نظرًا لأن مفتاحه هو المواقف التي تسبب لنا الضيق أو الألم ولقد صدق من قال «شر البلية ما يضحك».
وكثيرًا ما يواجه الإنسان مواقف من الهلع والقلق، فينفجر ضاحكًا، مما يكشف عن أهمية كل هذه العوامل الداخلية والخارجية، وفي مثل هذه المواقف الخطرة أو حينما يضحك الإنسان لمواجهتها، فإنه بلا شك إنما يحاول عن طريق الضحك أن يرفع من روحه المعنوية أو أن يعمل على استجماع شجاعته.
وتعتبر الابتسامة شعاعًا من أشعة الشمس، وبلسمًا حقيقيًا للشفاء من الأمراض، ومتنفسًا هادئاً لأصحاب التوترات العصبية والاضطرابات النفسية، وكم يود المريض أن يرى وهو جالس على سرير المرض، ابتسامة الطبيب المعالج له أو الممرضة المشرفة على علاجه، أو حتى على شفاه أحد أصدقائه وأهله ومحبيه.
لأن الابتسامة في وجه المريض لها أهمية كبرى في الشفاء، وخاصة لمرضى القلب والسرطان. ويجب أن تكون ابتسامة صافية، بريئة وعريضة، مفعمة بالحب والعطف والحنان، لأنها تعتبر في تلك اللحظة المفتاح الأول وضوء الأمل بزوال المرض، والتمسك بالحياة، رغم صعوبة تلك الأمراض، وهكذا سمي الطبيب طبيبًا لترفقه ومداراته، والحكيم حكيمًا لأنه يعرف المريض والمرض.

## فوائد الابتسامة
من المسلَّم به بأن الابتسامة تسارع في التماثل إلى الشفاء من الأمراض وهي خير علاج لقلب الإنسان. لأن الابتسامة هي غذاء للنفس والروح، لأنها تساعد على الهضم وتحفظ الشباب وتزيد العمر، وتنعش الابتسامة عملنا وتدفعه إلى الأمام وتجعله محببًا إلينا.
وتزيد الابتسامة من نشاط الذهن ومردوده، وتقوي القدرة على تثبيت الذكريات وتوسيع ساحة الانتباه والتعمق الفكري، وبالتالي يصبح المرء أقدر على التخيل والإبداع ودقة التفكير، وتبعث الابتسامة فينا السعادة الداخلية وبالتالي يزداد إشراق الوجه من جديد بالحيوية والنشاط.
إن الضحك هو سلوى للقلوب المفجوعة، ودواء للجروح العميقة، ومن ذلك ما وجده العالم الفرنسي «بيير فاشيه» بعد سنين من أبحاثه في موضوعفوائد الضحك، فقال إنه يوسع الشرايين والأوردة، وينشط الدورة الدموية، ويعمّق التنفس، ويحمل الأكسجين إلى أبعد أطراف الجسم.
ويؤدي بنفس الوقت إلى زيادة إفرازات الغدد الصم مثل غدة البنكرياس والغدد الكظرية والدرقية والنخامية والتوتة، وفي مقدمة تلك الغدد القلب لأن القلب غدة صماء أيضًا ويفرز هرمون الببتيد الأذيني المدر للصوديوم.
وقد اكتشف عالم آخر أن الضحك يزيد بصورة خاصة من إفراز مادة البيتاإندورفين، وهي الهرمون الذي يصل إلى خلايا الدماغ، ويعطي أثرًا مخدرًا شبيهًا بأثر المورفين، ومن نتائج ذلك خلود الإنسان إلى النوم الرغيد. وهذه نقطة مهمة لأصحاب الكآبة الذين يعانون بصورة خاصة من الأرق والقلق والنوم الممتلئ بالكوابيس.
فالضَحِكُ والابتسامة هبة من الله عز وجل للطبيعة البشرية، لإنعاش الأعضاء واسترخائها، وكذلك فيها حركة آلية ذاتية لتدليك الكثير منالأعضاء، وبالأخص بواسطة الحجاب الحاجز الذي يؤثر على الرئتين، فيساعد على دخول وخروج الهواء بسرعة.
وبصورة أعمق إلى الحويصلات التي لا يصلها هواء في أغلب الأحيان، ويقوم الحجاب الحاجز بواسطة الضحك بتدليك فيزيائي للكبد والمعدة والأمعاء، ويساعد هذه الأعضاء على تنشيط عمليتي الإفراغ والإفراز في المعدة والكبد، ويدلك الضحك القلب ويسره أيضًا وبالتالي ينشط الدورة الدموية بصورة عامة أيضًا.
وقديمًا قيل «اضحك تصح» وبهذا نجد بأن للعاملين الآلي والنفسي الذين يرافقان عمليتي الضحك أكبر الأثر في إنعاش الجسم والقلب وبعث النشاط.

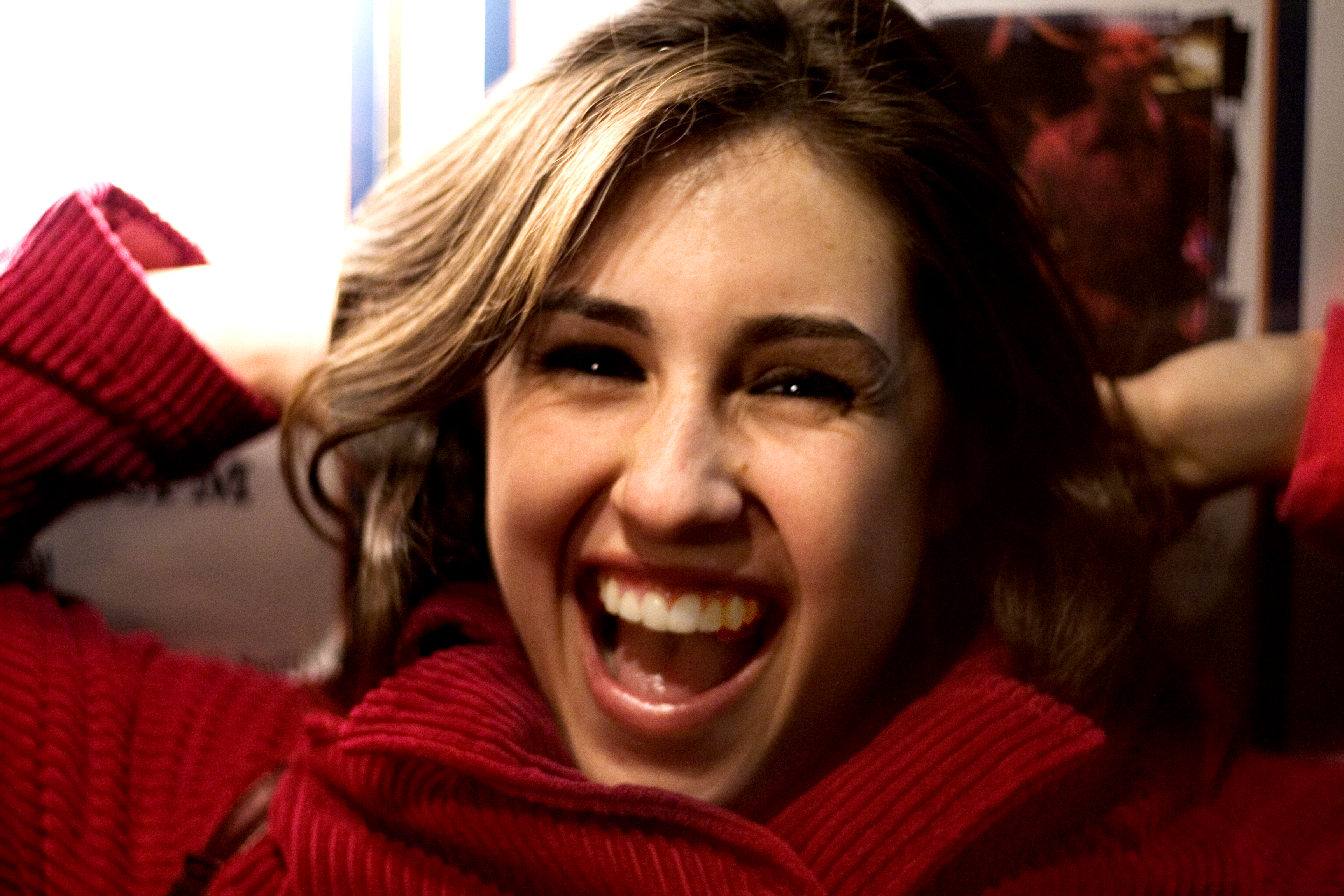
فتاة تبتسم ابتسامة دوشيني

## ابتسامة دوشيني
ابتسامة دوشيني تربط العضلات الزيجوماتية للخد والعين مكونةً أرجل الغراب. أرجل الغراب تدل على أن الابتسامة صادقة وأن المبتسم سعيد حقًا. اكتشفها الدكتور دوشيني ولذلك سميت باسمه.
قام علماء بدراسة تأثير الابتسامة على الآخرين، فوجدوا أن الابتسامة تحمل معلومات قوية تستطيع التأثير على العقل الباطن للإنسان!
لقد وجدوا أن لكل إنسان ابتسامته الخاصة التي لا يشاركه فيها أحد، وأن كل ابتسامة تحمل تأثيرات مختلفة أيضًا، وعندما قاموا بتصوير هذه الابتسامات وعرضها بشكل بطيء وجدوا حركات محددة للوجه ترافق الابتسامة، وأن الإنسان نفسه قد يكون له أكثر من نوع من الابتسامة، وذلك حسب الحالة النفسية وحسب الحديث الذي يتكلمه والأشخاص الذين أمامه..
ومن النتائج المهمة لمثل هذه الأبحاث أن العلماء يتحدثون عن عطاء يمكن أن تقدمه للآخرين من خلال الابتسامة، فالابتسامة تفوق العطاء المادي لعدة أسباب:
1- يمكنك من خلال الابتسامة أن تدخل السرور لقلب الآخرين، وهذا نوع من أنواع العطاء بل قد يكون أهمها. لأن الدراسات بينت أن حاجة الإنسان للسرور والفرح ربما تكون أهم من حاجته أحيانًا للطعام والشراب، وأن السرور يعالج كثيرًا من الأمراض على رأسها اضطرابات القلب.
2- من خلال الابتسامة يمكنك أن توصل المعلومة بسهولة للآخرين، لأن الكلمات المحملة بابتسامة يكون لها تأثير أكبر على الدماغ حيث بينت أجهزة المسح بالرنين المغنطيسي الوظيفي أن تأثير العبارة يختلف كثيرًا إذا كانت محملة بابتسامة. مع أن العبارة ذاتها إلا أن المناطق التي تثيرها في الدماغ تختلف حسب نوع الابتسامة التي ترافق هذه المعلومة أو هذه العبارة.
3- بابتسامة لطيفة يمكنك أن تبعد جو التوتر الذي يخيم على موقف ما، وهذا ما لا يستطيع المال فعله، وهنا نجد أن الابتسامة أهم من المال، ولذلك فإن اقل ما تقدمه للآخرين هو صدقة الابتسامة.
1. الابتسامة والشفاء: لاحظ كثير من الأطباء تأثير الابتسامة في الشفاء، وبالتالي بدأ بعض الباحثين بالتصريح بأن ابتسامة الطبيب تعتبر جزءاً من العلاج! إذن عندما تقدم ابتسامة لصديقك أو زوجتك أو جارك إنما تقدم له وصفة مجانية للشفاء من دون أن تشعر، وهذا نوع من أنواع العطاء.